# Reteporellina idmoneoides
Reteporellina idmoneoides är en mossdjursart som beskrevs av Harmer 1934. Reteporellina idmoneoides ingår i släktet Reteporellina och familjen Phidoloporidae. Inga underarter finns listade i Catalogue of Life.